# Annie Baker
Annie Baker (nacida en abril de 1981)  es una dramaturga, directora de cine y profesora estadounidense que ganó el premio Pulitzer 2014 por su obra The Flick.

## Primeros años
La familia de Baker vivía en Cambridge, Massachusetts, cuando nació Baker, pero pronto se mudó a Amherst, Massachusetts, donde ella creció y donde su padre, Conn Nugent, era administrador del consorcio Five Colleges y su madre, Linda Baker, tenía un doctorado en psicología. Su hermano es el autor Benjamin Baker Nugent. Baker se graduó del Departamento de Escritura Dramática de la Escuela de Artes Tisch de la Universidad de Nueva York. Obtuvo su Maestría en Bellas Artes en dramaturgia de Brooklyn College en 2009. Uno de sus primeros trabajos fue como organizadora invitada ayudando a supervisar a los concursantes en el programa de telerrealidad The Bachelor.
Está casada con Nico Baumbach, con quien tiene un hijo. Su cuñado es Noah Baumbach.

## Filmografía
- Janet Planet (2023)